# География на Централноафриканската република
Централноафриканска република (ЦАР) е държава в Централна Африка, без излаз на море, голяма част от територията на която е разположена в басейните на реките Убанги (от басейна на Конго) и Шари, в зоната на саваните и резките гори на субекваториалния пояс. На север ЦАР граничи с Чад (дължина на границата – 1197 km), на изток – със Судан (483 km) и Южен Судан (682 km), на юг – с Демократична Република Конго (1577 km) и Република Конго (467 km), а на запад – с Камерун (797 km). Общата дължина на сухоземните граници (в т.ч. речни) е 5203 km. От запад на изток ЦАР се простира на 1400 km, а от север на юг – 750 km. В тези си граници заема площ от 622 984 km². Населението към 1.1.2020 г. възлиза на 4 830 000 души. Столица е град Банги.
Територията на ЦАР се простира между 2°13′ и 11°01′ с.ш. и между 14°25′ и 27°27′ и.д. Крайните точки на страната са следните:
- крайна северна точка – 11°01′ с.ш., на границата с Чад, на левия бряг на река Аук;
- крайна южна точка – 2°13′ с.ш., на границите с Република Конго и Камерун, на левия бряг на река Санга (десен приток на Конго);
- крайна западна точка – 14°25′ и.д., на границата с Камерун;
- крайна източна точка – 27°27′ и.д., на границата с Южен Судан.

## Релеф
Голяма част от територията на ЦАР е заета от платото Азанде, чиято средна надморска височина е от 600 до 900 m, максимална връх Нгао 1420 m, на границата с Камерун. То (платото) има слабо хълмиста повърхност с многочислени куполообразни островни възвишения (Яде на запад и Фертит на изток) и широки долини. Характерни са също и остатъчните гранитни хребети на изток с височина над 1000 m – Бонго (1389 m), Гау (1055 m). В крайния север на страната платото Азанде постепенно преминава в плоски, частично заблатени равнини, опасващи южната периферия на падината на езерото Чад. На около 80 km южно от столицата Банги, на брега на река Убанги се намира най-ниската точка на страната – 335 m н.в.

## Геоложки строеж, полезни изкопаеми
Територията на ЦАР е разположена в североизточната част на Африканската платформа, в пределите на Централноафриканския щит, между синеклизите Чад на север и Конго на юг. Голяма част от щита е изградена от дислоцирани и дълбоко метаморфозирани архайски скали и по-малко изменени седименти от долния протерозой, отнасящи се към платформения чехъл. Слабо метаморфозираните карбонатно-теригенни и теригенни наслаги от средния и горния протерозой са развити в изолирани падини на юг, югозапад и в други части на страната, палеозойските наслаги – на югозапад и североизток, а кайнозойските – на север и югозапад. Широко разпространени са архайските и протерозойските интрузии (гранито-гнайси, габро-амфиболити, гранити).
Основните полезни изкопаеми в ЦАР са: диаманти – в Западна и Източна Убанги (находищата се разкриват в горнокредните падини с общи запаси 10 – 15 млн. карата, като 60% от тях са ювелирни), уран – в Бакума (в еоценските глинесто-фосфатни наслаги със запаси от U3O8, 10 хил. т.), железисти кварцити от горния архай – на изток (в Богуин) и в централните части на страната. Известни са още находища на лигнитни въглища на изток и нерудни полезни изкопаеми (каолинови и керамични глини, кварцови пясъци и др.). Малки алувиални златни находища има на югозапад, североизток и в централните райони.

## Климат, води
Климатът на ЦАР екваториално-мусонен, горещ, влажен през лятото. В град Банги средната температура на най-топлия месец е 31°С, а на най-хладния 21°С. Годишната сума на валежите нараства от 1000 – 1200 mm на север до 1500 – 1600 mm на юг, а продължителността на сухия зимен сезон се съкращава също в това направление от 5 (ноември – март) до 3 (декември – февруари) месеца.
Територията на ЦАР принадлежи към два водосборни басейна. Южната част (около 60% от територията на страната) се отнася към водосборния басейн на река Конго. Тук най-голямата река е Убанги (2272* km, десен приток на Конго), протичаща по южната граница на страната. Нейните десни притоци са: Мбому (800 km), Кото (882 km), Уака (611 km), Кума, Мпоко, Лобае. На югозапад протича река Санга (785* km, десен приток на Конго), със своите две съставящи я реки Мамбере (лява съставяща) и Кадеи (552* km, дясна съставяща). Северната част на страната (около 40% от нейната територия) принадлежи към водосборния басейн на езерото Чад. Тук най-голямата река е Шари с многобройните си притоци: Аук (650* km), Баминги, Грибинги, Уам (676* km), Логон. Повечето реки в страната са с множество бързеи и прагове, което силно ограничава тяхното транспортно значение. Най-големите реки през по-голямата част от годината са плавателни за плитко газещи речни съдове.

## Почви, растителност, животински свят
В растителната покривка на страната преобладават високотревистите савани с отделни листопадни и вечнозелени дървета (тамаринд, карите, нете, лофира, борасова палма и др.). На места саваната се редува с лесосавана и редки гори (основно от различни видове от семейство бобови). В южните части покрай реките са развити галерийни гори, а в крайния юг – гъсти, влажни екваториални гори, даващи ценна дървесина. Под саваните и лесосаваните са развити червени алферитни почви, а под влажните екваториални гори – червено-жълти фералитни почви. Горите и храстите заемат около 12% от територията на страната.
В състава на животинския свят на ЦАР има множество едри тревопасни бозайници: слонове, носорози, биволи, антилопи, жирафи, а от хищниците най-характерни са лъвове, леопарди, чакали, хиени, хиеновидни кучета. В гъстите екваториални гори обитават различни видове маймуни. В реките се въдят хипопотами и крокодили. Обилни и разнообразни са птиците, змиите, гущерите, рибите, насекомите (в т.ч. на юг – мухата цеце).